# هلن والش
هلن والش (انگلیسی: Helen Walsh) (متولد ۱۹۷۷) نویسنده اهل انگلستان زادهٔ وارینگتون در نزدیکی شهر لیورپول است. او در سن ۱۶ سالگی به شهر بارسلونا مهاجرت کرد که در بیست سالگی مجدداً به انگلستان بازگشت.
او در سال ۲۰۰۴ میلادی با نگاشتن کتاب بی‌شرمی جایزه بتی ترسک را از آن خود کرد. در سال ۲۰۰۸ میلادی دومین رمان او با عنوان روزی روزگاری در انگلستان را نگاشت که در سال ۲۰۰۹ جایزه ادبی سامرست موم را ازآن خود کرد. سومین رمان او با عنوان برو بخواب در ژوئن ۲۰۱۱ منتشر شد. جدیدترین رمان او با عنوان درختستان لیمو در فوریه ۲۰۱۴ منتشر شده‌است.